# Torri e palazzi dei Roero

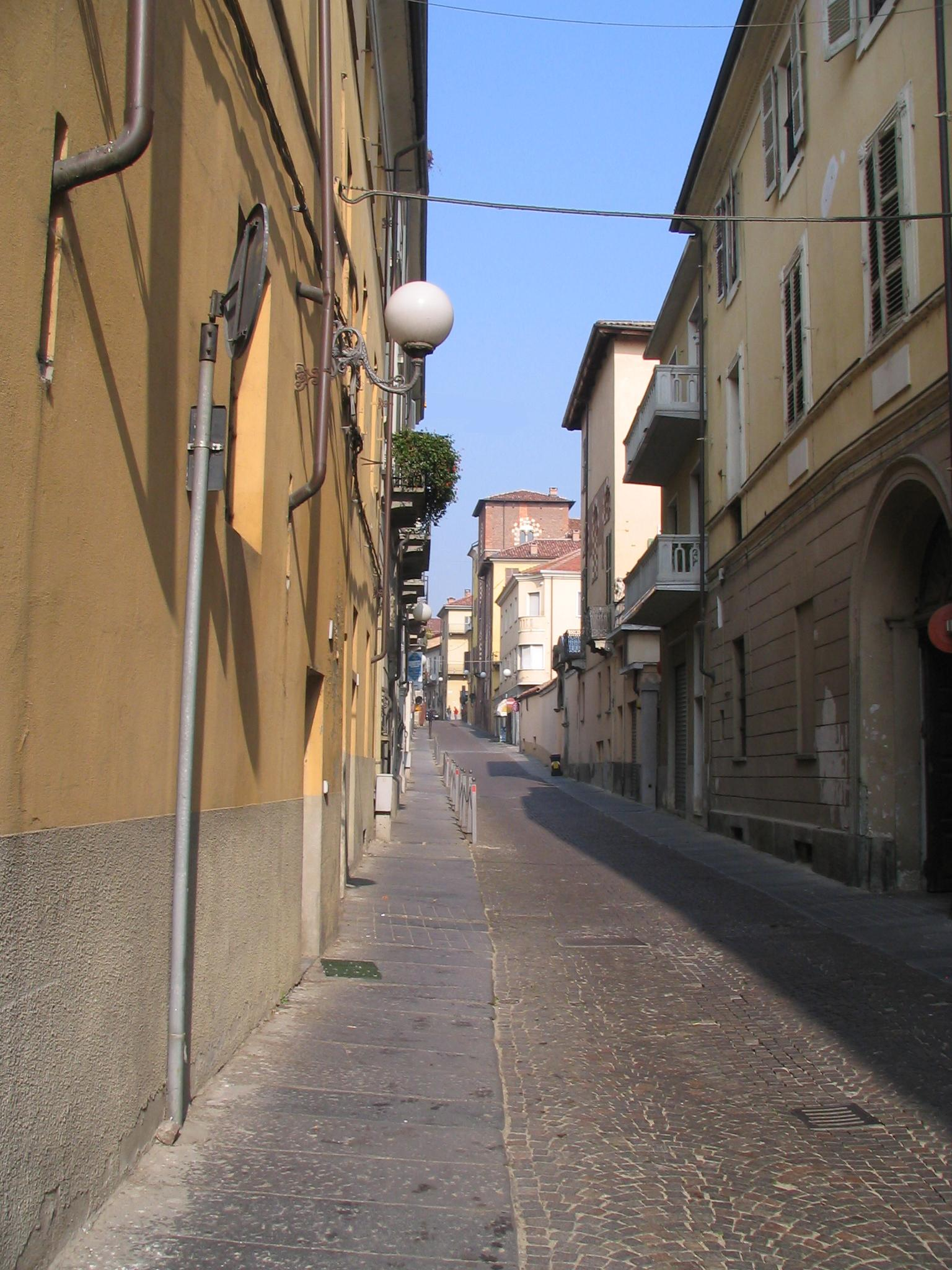
Via Roero vista da sud, sullo sfondo la torre dei Roero di Monteu

Le torri e i palazzi dei Roero in Asti sono edifici medievali ubicati nel Rione San Martino-San Rocco, nell'area compresa tra piazza San Giuseppe, via Roero, via Quintino Sella e piazza San Martino.
I Roero, o "Rotari" una delle maggiori famiglie della nobiltà appartenente alle casane astigiane, cominciarono ad occupare l'area all'inizio del XIII secolo e, grazie all'aumento dei propri profitti ottenuti dal commercio e dal prestito di denaro su pegno, aumentarono in modo esponenziale la colonizzazione dell'area. Sul finire del XIII secolo, il Comune di Asti, grazie al finanziamento delle famiglie mercatali fu in grado di tessere una proficua rete di alleanze e accordi commerciali. La lega che il Comune strinse con Pavia, Genova e il Marchese di Saluzzo, portò alla disfatta dell'esercito Angioino e gli permise di dominare sulla maggior parte del Piemonte centro-meridionale. L'aumento del peso politico astigiano sul Piemonte portò di conseguenza un aumento demografico e urbanistico della città di Asti per tutto il XIV secolo.
La carta del Laurus del XVII secolo mostra quante ancora erano le caseforti e le torri nell'abitato cittadino e lascia solamente ipotizzare quale fosse il reale assetto urbano nel periodo di massima espansione trecentesco.
Anche la densità delle abitazioni dei Roero presenti nella zona di San Martino aumentò proporzionalmente all'influenza e all'espansione della famiglia. Il potere dei Roero divenne tale che nel XIV secolo ospitarono l'imperatore Enrico VII di Lussemburgo.
Al termine del soggiorno, l'Arrigo di dantesca memoria in segno di riconoscenza elargì alcuni privilegi che permisero alla Contrada di essere considerata un territorio "franco" e inviolabile rispetto agli altri quartieri cittadini assumendo una connotazione di extraterritorialità.
Anche sotto l'imperatore Carlo V, la famiglia ebbe particolari privilegi. Ad essa venne concesso di dare diritto d'asilo in un loro palazzo della Contrada.
La zona per secoli venne indicata come contrada Roera e il toponimo rimase fino alla fine dell'Ottocento.
Ecco come appariva la città di Asti all'inizio del XVII secolo.
Le torri, nel periodo medievale, erano probabilmente più numerose, anche se molte di quelle iniziate non furono mai portate a termine per l'impossibilità economica delle casane di poterne sostenere gli alti costi di costruzione.
(Incisione in rame di Jacopo Lauro denominata "Asti, Nobilissima città del Piemonte 1639" dal libro di Guido Antonio Malabaila, Compendio historiale della città d'Asti. Roma 1638).

## Il rione di San Martino
nella quale per Privilegi Imperiali

non può captivarsi alcuno,

né trasportarsi per essa defunti»
(dalla carta di Asti di Antonio Laurus)
Nel periodo comunale, il passaggio dall'attività commerciale delle merci a quella del denaro, comportò ad Asti un accentramento della ricchezza attorno a un gruppo limitato di famiglie (le casane) che finirono per caratterizzare e modificare anche il tessuto urbano della città.
Questi gruppi familiari si organizzarono in subsistemi costituiti da caseforti, collegate tra di loro da cortine murarie e protette da torri, a costituire un insieme urbano più vasto, gravitante sui rioni, nel cui ambito vigeva il potere di uno specifico gruppo familiare e dei suoi alleati.
La costruzione delle torri diventò anche il metro visivo dell'ascesa "sociale" del casato. Esse erano sicuramente utili per la difesa, ma vi si ricorreva soprattutto per dimostrare la propria disponibilità economica e per autocelebrare il proprio peso politico.
I Roero si stabilirono nel rione San Martino, uno dei quartieri più antichi della città. Infatti, ancora negli statuti del 1379, il rione, riferendosi alla antica forma urbis della civitas, era considerato come uno dei due centri di aggregazione dell'antica città romana.
Situato a sud-ovest della città, il rione si sviluppò intorno ad alcune realtà urbanistiche, punti di aggregazione militare e socio-religiosa, presenti in quella zona: la porta di San Martino, la chiesa di Sant'Ilario e la chiesa di san Martino.
La porta di San Martino, localizzata allo sbocco tra via Grassi e via XX Settembre, nella zona meridionale della città, sorgeva a fianco della attuale chiesa di San Rocco.
La porta, per giurisdizione era articolata in alcune contrade o vicinie a connotazione principalmente aristocratica:
- una prima vicinia comprendente parte della contrada di San Sisto che prendeva nome dall'omonima chiesa presente già nell'886 sull'antico decumano romano all'altezza dell'attuale piazza Roma;[11]
- una contrada costituita fin dal XIII secolo da una parte delle abitazioni della potente famiglia dei guelfi Solaro;
- la contrada Roera, comprendente appunto le abitazioni dei Roero nella zona della chiesa e della porta di San Martino.

     Piazza San Giuseppe
     Piazza San Martino
     Ubicazione delle torri

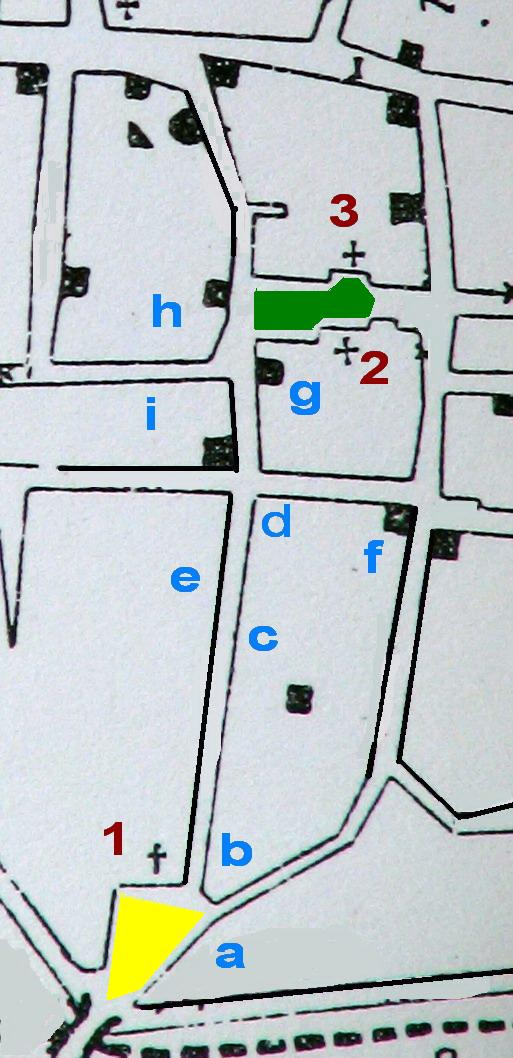
--- Recinto dei nobili e porta di San Martino
Piazza San Giuseppe
Piazza San Martino
Ubicazione delle torri
1 Chiesa di San Giuseppe
2 Chiesa di San Martino
3 Confraternita di San
Michele
a Palazzo dei Pelletta di Cortazzone
b Resti di case dei Roero
c Palazzo dei "giochi equestri"
d Palazzo di Calosso e di Cortanze
e Palazzo Tomatis di Chiusavecchia
f Palazzo e torre di Cortanze
g Il complesso di Monteu
h Palazzo di Settime e Mombarone
i Palazzo e torre Musso-Isnardi

Oltrepassando la porta di San Martino, si raggiungeva il fossato di demarcazione delle mura, costituito dalla bealera antica, che era il primo sistema di irrigazione cittadino e anche un importante accesso fluviale per le merci che da lì potevano raggiungere il fiume Tanaro.
Da qui in poi, fino al fiume Borbore, si estendeva il territorio del borgo di San Martino, ricco di botteghe di tintori e conciatori, che, al contrario del rione, aveva una forte connotazione popolare.

## La contrata Rotariorum
La contrada Roera cominciò a formarsi nel XIII secolo. Le prime famiglie dei Roero iniziarono a spostarsi dalla zona di Porta Vivarii di San Paolo, nel quartiere della Porta di San Martino, assestandosi principalmente lungo l'asse dell'attuale via Roero.
Le case dei Roero erano disposte a partire dalla Porta di San Martino lungo tutta la contrada, fino in prossimità della contrada maestra (l'odierno corso Alfieri) ai confini con le proprietà della famiglia Re.
All'inizio del Trecento lo spostamento della famiglia nella zona di San Martino era praticamente completato.
La tipologia delle abitazioni riprendeva quella classica della casaforte medievale, costituita dalla residenza nobiliare, la torre, il rustico, il giardino e l'orto interno.
Questi edifici, indipendenti tra di loro, si dotarono di una cortina muraria quando nel XIII secolo, con l'intensificarsi delle lotte tra il partito guelfo e quello ghibellino, nacque la necessità di fortificare e proteggere le proprietà.
In questo periodo, l'imperatore Enrico VII di Lussemburgo venne ospitato per più di un mese nella casa di Tommaso di Aicardo Roero, potente capo ghibellino.
L'imperatore, riconoscente ai Roero per l'ospitalità ricevuta, concesse alla famiglia astigiana alcuni privilegi tra i quali quello di inibire il transito alle processioni funebri, vietare la costruzione di carceri nella loro contrada, concedere la grazia ogni anno a tre giustiziandi e di considerare il loro palazzo luogo d'asilo inviolabile a ogni persona.
Questo conferì alla zona uno status di "extraterritorialità", a quel tempo privilegio esclusivo delle strutture religiose.

## Palazzi Roero in piazza San Martino

### Il complesso Roero di Monteu

Piazza San Martino in una cartolina del 1910; in primo piano sulla destra è visibile il palazzo Roero di Monteu

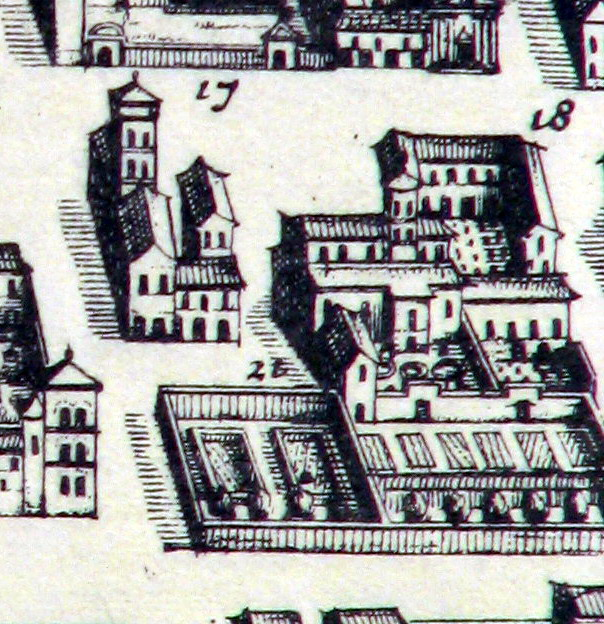
Piazza San Martino nel XVII secolo. Il complesso degli edifici dei Roero di Monteu avevano l'ingresso all'interno della piazza, su un vicolo che li separava dalla chiesa di San Martino con la facciata ancora rivolta ad occidente verso i palazzi a creare una piazzetta.

Nel 1299, un ramo dei Roero fu investito dal vescovo di Asti, il beato Guido da Valperga, dei luoghi di Monteu, Santo Stefano Belbo e Castagnito.
Il palazzo che si trova in piazza San Martino angolo via Roero venne acquistato dalla famiglia intorno al XIV secolo. È sicuramente il palazzo più rappresentativo della contrada. Stefano Giuseppe Incisa nel XIX secolo lo considerò uno dei palazzi medioevali meglio conservati della città.
Il nucleo originale del complesso è costituito da tre edifici della metà del XIII secolo, che avevano in origine l'ingresso sul vicolo che li separava dalla chiesa di San Martino, un tempo con la facciata rivolta verso i palazzi a creare una piazzetta.
Verso la fine del XIII secolo avvenne la costruzione della torre centrale, vero punto di raccordo degli edifici circostanti.
Tutto l'isolato venne rialzato con la costruzione di due piani comprendenti ciascuno tre bifore "a ghiera concava" bianco-rossa, tipici dell'architettura astigiana, dando vita ad un tipico palatium trecentesco.
La torre di 7,50 metri di lato appartiene al "secondo periodo".
Un tempo di otto piani, presenta in corrispondenza degli spigoli, dei mattoni di coloritura più chiara, tipici nell'architettura astigiana del Duecento.
Il piano terra presenta ancora una volta a crociera con costoloni cilindrici che decorrono verso il centro, ove si trova una chiave a forma di rosone.
Abbelliscono la torre le decorazioni pittoriche, raffiguranti lo stemma dei Roero e la cima è caratterizzata da tre fasce di archetti terminanti nella merlatura.
Nel periodo napoleonico, il palazzo divenne sede della prefettura con gli alloggi del Prefetto.
Nel 1804, il palazzo accolse papa Pio VII durante il suo viaggio verso la Francia per incoronare Napoleone Bonaparte Imperatore dei francesi.

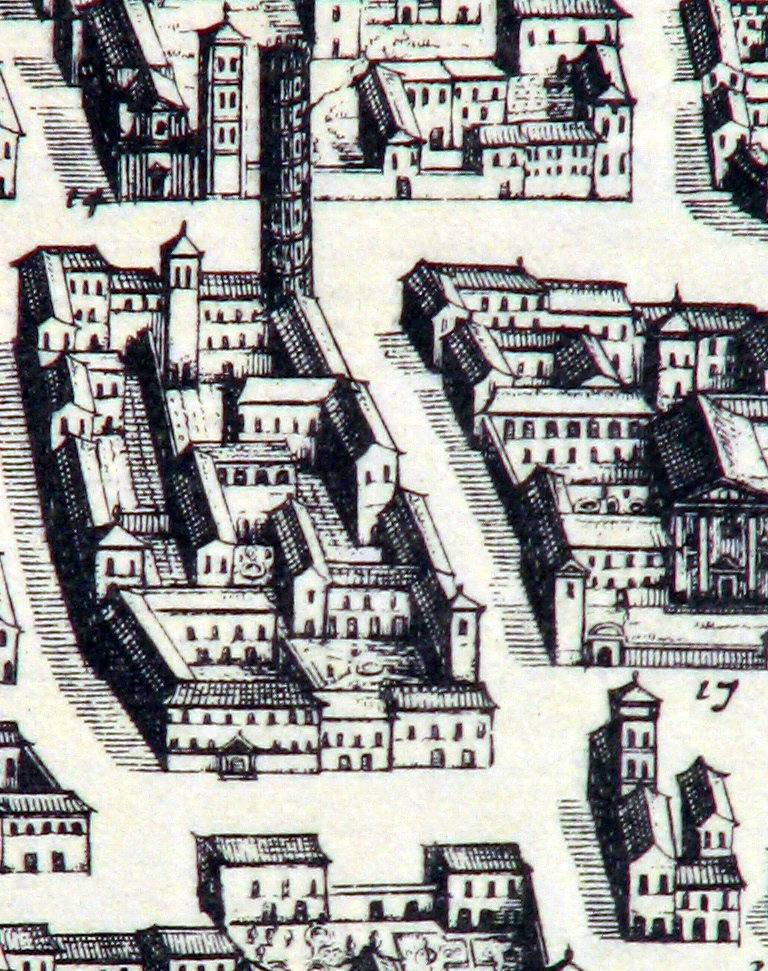
L'isolato occidentale di fronte a piazza San Martino. Al vertice meridionale il palazzo di Settime e Mombarone. A nord le case dei De Regibus con la loro caratteristica torre ottagonale. In basso a destra il palazzo e la torre dei Monteu. Si identifica a destra, in piazza San Martino, la chiesa dell'Arciconfraternita di San Micele e di fronte alla torre dei De Regibus, la chiesa di Sant'Anastasio in corso Alfieri

Nel 1814 la torre venne abbassata e portata all'attuale altezza.

### Palazzo dei Roero di Settime e di Mombarone
Sul lato occidentale di piazza San Martino si trova l'imponente palazzo settecentesco che continua per tutto l'isolato, seguendo via Malabayla fino alla congiunzione di via Asinari.
Il Gabiani colloca il nucleo centrale del palazzo tra le migliori caseforti cittadine del XIII secolo.
In realtà, la costruzione settecentesca è il frutto di alcuni accorpamenti effettuati durante i secoli.
La caduta degli intonaci e il degrado avvenuto nell'ultimo quarto del XX secolo, rivelarono che nell'area del palazzo vi erano ben sette corpi di fabbrica.
Nel XVI secolo, l'isolato risultava suddiviso in due grandi proprietà: la più occidentale, verso via Asinari, costituita da un edificio formato dai corpi di fabbrica V, VI, VII, appartenne alla stirpe dei Mombarone; la più orientale, verso piazza San Martino, appartenne al ramo dei Settime ed era formata dagli altri edifici.
Gli edifici delle due proprietà, con l'unificazione delle due famiglie in un'unica stirpe detta "di Settime e Mombarone", vennero accorpati nel XVIII secolo in un solo fabbricato, non intaccandone l'impianto strutturale, ma costruendo esternamente un'unica facciata barocca che si affaccia su piazza San Martino.
Nel XVIII secolo, la proprietà passò al nobile Antonio Gaspare Guidobono Cavalchini, gentiluomo di corte del re di Sardegna, che sposando la baronessa Felicita Maria Roero assunse il titolo di Roero di San Severino.
Il palazzo infine passò alla famiglia Pogliani e all'inizio del XX secolo venne adibito come sede della sotto-prefettura e degli uffici di Pubblica Sicurezza.

## Palazzi Roero in via Roero

### Palazzo e torre Roero di Monticello e di Piea, poi Musso-Isnardi

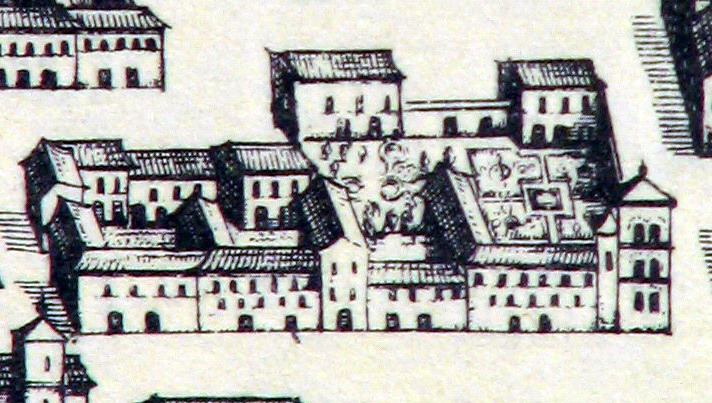
Il palazzo Musso-Isnardi nella carta del Theatrum. Si nota all'angolo l'imponente torre di tre piani e la piccola torretta a fianco, all'interno alcune corti con giardini delimitate da edifici di servizio

Questo palazzo si trova sul lato occidentale di via Roero dopo piazza San Martino, all'angolo con via Q. Sella.
L'abate Incisa scrive che questo edificio in antichità apparteneva ai Roero senza però menzionarne il ramo familiare. In una planimetria del XVII secolo, conservata presso la parrocchia di San Martino, è scritto che l'edificio apparteneva ai conti Roero di Monticello e di Piea.
Nella pianta del Theatrum del 1700 si nota che il palazzo, ora completamente rimaneggiato, era fornito all'angolo sud-est di una larga torre simile a quella dei Monteu e una torre più piccola adiacente. Questo perché il palazzo era in una posizione strategica di difesa della contrada.
Il piano nobile del palazzo presenta ancora i soffitti decorati da stucchi del XVIII secolo. Le decorazioni, probabilmente, vennero commissionate dalla famiglia Cacherano della Rocca che rilevò la proprietà in quel periodo.

### Palazzo dei Roero di Calosso e di Cortanze

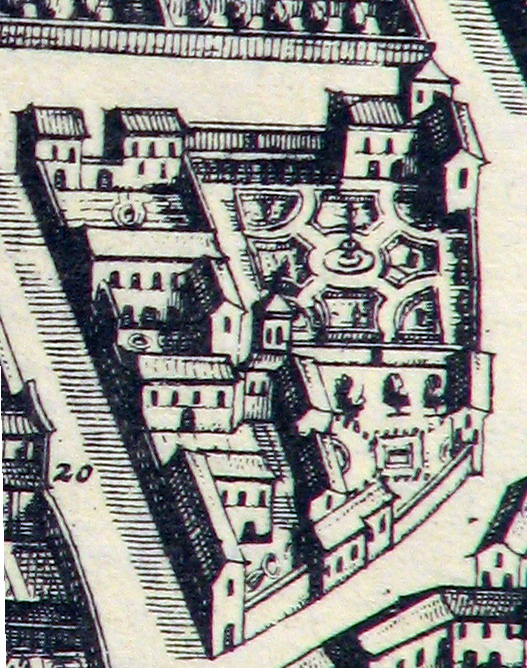
La dimora dell'imperatore, l'isolato con le case dei Roero di Calosso e di Cortanze. Al vertice orientale è visibile ancora la torre dei Cortanze (ora abbassata), mentre nella zona meridionale dell'isolato si vedono gli edifici un tempo di Tommaso di Aicardo e probabili alloggi imperiali di Enrico VII di Lussemburgo

All'angolo di via Roero e via Q. Sella, attiguo al Palazzo e torre Roero di Cortanze, troviamo un fabbricato medievale, denominato dal Gabiani Palazzo Roero di Calosso e di Cortanze.
Il palazzo era in origine di proprietà del maresciallo e viceré di Sardegna Ercole Tomaso, conte di Calosso.
In occasione dell'investitura del titolo marchionale di Cortanze, il palazzo prese la denominazione di Calosso-Cortanze.
Il palazzo, vittima dei continui rimaneggiamenti degli ultimi secoli, mantiene ancora parte della struttura originaria del palaxetum al punto tale da fare supporre che fosse costituito da due bracci ortogonali (uno in via Q. Sella e uno in via Roero), con al centro dell'angolare una torre simile a quella ancora presente in corrispondenza dell'altro Palazzo dei Roero di Cortanze, all'angolo con via San Martino. Il palazzo passò in proprietà del canonico Francesco Oronzo Cagna e, nel 1814, venne ceduto al medico Bruno.

### Palazzo di Monticello e di Piea con il salone dei"giochi equestri"
L'edificio, all'altezza del numero civico 60 di via Roero, è formato da due maniche ortogonali unite a un terzo edificio mediante uno scalone secentesco.
La prima manica, quella parallela a via Roero, è a pianta rettangolare, costituita da tre piani di cui gli ultimi due frutto di un'elevazione trecentesca.
Il secondo piano presenta tre bifore riscoperte solo ultimamente nel corso di una recente ristrutturazione.
Le bifore, costruite in cotto e arenaria, presentano le lunette decorate con le tre ruote dello stemma dei Roero.
Al piano nobile il soffitto è decorato con fregi e stucchi settecenteschi.
Questo soffitto cela una volta, praticamente inaccessibile, costituita da una soffittatura lignea e riccamente decorata con pavoni, animali fantastici, imprese e trofei floreali di fattura cinquecentesca.
Nell'immagine: ingresso di Enrico VII in Asti, dal manoscritto Bilderzyrclus von Kaiser Heinrichs Romfahrt, 1340.
Il 10 novembre 1310 Enrico VII di Lussemburgo giunse ad Asti per sottomettere la città che era da quasi cinquant'anni in balia di continue guerre civili. L'imperatore era accompagnato dal cognato Amedeo V di Savoia, suo vicario in Piemonte.
Durante il soggiorno, durato quasi un mese, fece rientrare la fazione ghibellina dei De Castello, confermò alla città tutti i privilegi, ma rinnovò il Consiglio Maggiore: il Podestà e il Capitano del popolo vennero sostituiti da un vicario imperiale.
L'imperatore lasciò la città il 12 dicembre 1310 alla volta di Milano. In segno di sottomissione gli astigiani aggregarono 100 militi e più di 1000 fanti a supporto dell'imperatore impegnato in alcune battaglie in Lombardia, ma dopo pochi anni le troppe tasse e le vessazioni dei vicari imperiali (Amedeo V di Savoia e Filippo di Acaja) resero la città insofferente verso il sovrano.
Con l'aiuto del siniscalco angioino Ugo del Balzo, ricacciarono la fazione ghibellina dei De Castello dalla città e il 17 aprile 1312 firmarono un atto di dedizione a re Roberto d'Angiò il nemico di sempre.
La seconda manica, ortogonale e addossata al lato nord della precedente, è di importanza ed estensione minore: probabilmente venne costruita dai Roero nel quadro generale di ammodernamento e ampliamento dell'edificio. Da segnalare sono le monofore a sesto acuto con ghiera semplice e bicolore. A questi due edifici è unito un terzo, sempre in posizione ortogonale, tramite uno scalone secentesco.
Il soffitto ligneo di questo terzo edificio è di struttura arcaica, con travoni in legno incassati nel muro senza il sostegno di mensole.
È completamente decorato con scene trecentesche di torneo, emblemi, motti ed imprese araldiche.
Sulle travi lignee sono raffigurati dei cavalieri da torneo con armature del primo Trecento con lancia in resta su cavalli lanciati al galoppo.
Sul cornicione del soffitto sono raffigurati nove cavalieri privi di armatura, ma con cavalli riccamente ingualdrappati. Questi personaggi raffigurati, che in origine dovevano essere più di un centinaio, inalberano degli scudi tra cui uno raffigurante uno stemma dei Roero e un altro un grande giglio di Francia.
Per gli affreschi raffiguranti le scene da torneo e le imprese cavalleresche, Bera lo definisce il salone dei "giochi equestri".
Su tutto il soffitto campeggiano gli stemmi dei Roero con il motto: "DE TOUT À SON PLAISIR" (tutto a suo piacere).
Anche le finestre, nei loro stromboli interni, sono completamente affrescate da losanghe con all'interno leoni araldici.
È sicuramente la sala magna trecentesca più importante della città.
Vista la ricchezza delle decorazioni, il cavaliere con il giglio, e la presenza di un motto francese diverso da quello della famiglia, il Bera suppone che questa dimora possa essere stata l'alloggio di Enrico VII di Lussemburgo giunto ad Asti nel 1310 e fermatosi per quasi un mese.

### Palazzo Roero e Tomatis di Chiusavecchia
Di fronte alla "casa dei giochi equestri" vi è il palazzo pervenuto nel XVIII secolo ai conti Tomatis.
Questo edificio, ormai completamente rimaneggiato, faceva parte di un agglomerato più vasto che nella sua parte meridionale venne ceduto ai Carmelitani per il proprio convento e la chiesa di San Giuseppe.
L'isolato, nella sua totalità, comprendeva le vie Roero, Sella, Scarampi, congiungendosi a sud in piazza san Giuseppe.
Questo isolato era simile a quello di fronte e, dalla carta del Theatrum, si notano ancora nel XVII secolo i palazzi dei Roero di Poirino, dei Roero di Calosso e il convento dei Carmelitani calzati detti Teresiani.

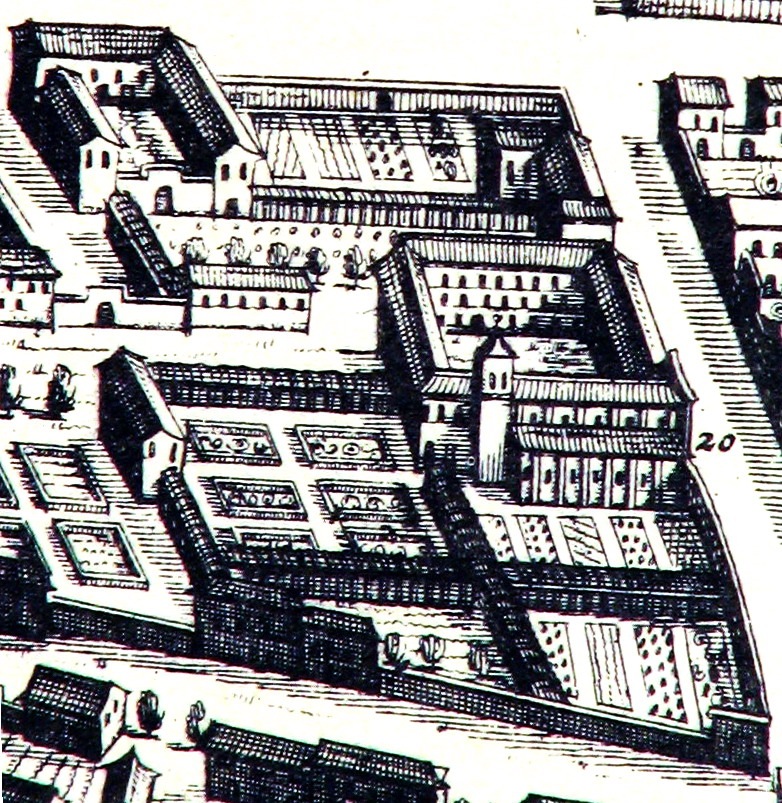
Il lato occidentale del medievale "consortium " dei Roero come appariva nel XVII secolo. Questo, insieme all'isolato orientale comprendente le case dei Cortanze, formava l'asse meridionale della Contrada Rotaria. Si possono identificare, al vertice nord, i Palazzi dei Roero di Poirino, dei Roero di Calosso, al centro il Convento dei Carmelitani "teresiani" (che diventerà in seguito il Palazzo Roero e Tomatis di Chiusavecchia), con i relativi "coltivi" e a sud l'antica chiesa con la facciata ancora rivolta a oriente

Le prime proprietà utilizzate dai Carmelitani dovevano essere state dei Roero Sanseverino di Revigliasco.
A loro apparteneva un decadente e abbandonato edificio tardo-medievale di tre piani, dotato di torre, con giardino, portico e colonnato.
Al primo piano del palazzo, verso la strada, era presente una galleria di cinque archi con quattro colonne di pietra. Alcuni saloni erano stati adibiti in passato a mulini.
Da questo palazzo si ricavò la prima chiesa dell'ordine, la cui consacrazione avvenne il 12 agosto 1646 a lavori ancora in corso, terminati nel 1647.
I Carmelitani costruirono in seguito anche il monastero, grazie al dono nel 1660 del duca Carlo Emanuele II di Savoia di alcune case di sua proprietà.
Sulla fine del 1660, venne iniziata la costruzione della nuova chiesa sulla struttura già esistente.
La facciata venne spostata da est a sud verso la porta di san Martino.
I lavori per le decorazioni e gli arredi vennero completati sulla fine del XVIII secolo con i finanziamenti dei Roero, che tennero il patronato sull'altare maggiore diventando la loro chiesa gentilizia.

## Palazzi Roero in via Q. Sella

### Palazzo e torre Roero di Cortanze
Al numero 21 di via Q. Sella, angolo via San Martino, diviso da Palazzo Gazzelli dalla via San Martino, è presente questo tipico palaxetum medievale con torre angolare e corte interna.
L'esterno risulta ben conservato e presenta ancora i piani delimitati dal marcapiano e le finestre centinate a tutto sesto.
La torre, abbassata, appartiene al "secondo periodo" e misura 7,50 metri di lato. Di particolare interesse, all'interno, è un ambiente con volte a sesto acuto delimitate da costoloni cilindrici tipici dell'architettura medievale del Duecento.

Nel Museo archeologico di Sant'Anastasio, si conserva una pietra angolare in arenaria gialla scolpita su due fronti proveniente dal palazzo e rimossa nell'anno 1890.
La pietra, di probabile fattura franco-piemontese, rappresenta uno scudo gotico con l'arma dei Roero, sormontato da un elmo con mantellina e cimiero costituito da un asino nascente.
Sull'altro scudo, sull'elmo il cimiero rappresentato è una "testa di moro" incorniciata da due grandi corna. È una delle testimonianze più importanti della civiltà cortese-cavalleresca astigiana.

## Palazzi dei Roero in piazza San Giuseppe

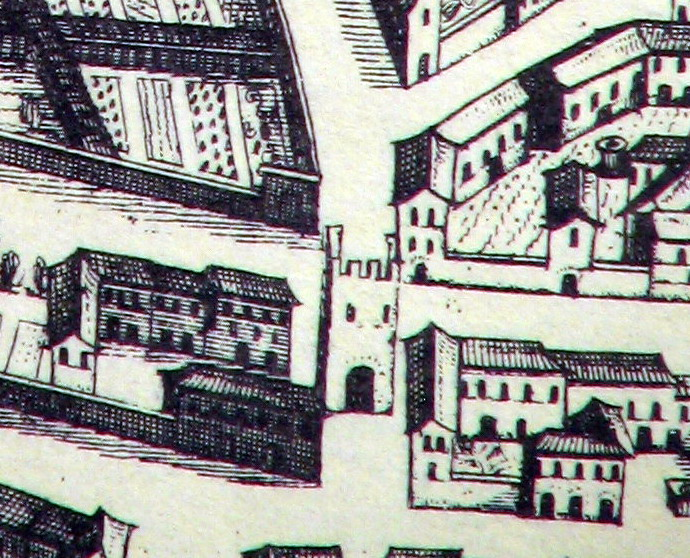
La porta di San Martino era un importante sbocco commerciale per le merci che giungevano da Alba e dal Borbore. A ridosso di essa, sul lato occidentale, si scorge il palazzo dei Roero, a destra si vede il Palazzo poi diventato dei Pelletta di Cortazzone

### Palazzo Roero poi dei Pelletta di Cortazzone
È un imponente edificio rimaneggiato nel XVII secolo che si affaccia sul lato ovest di piazza San Giuseppe a pochi metri dalla porta di San Martino.
Delle sue vestigia medievali il palazzo ha conservato molto bene un ampio fondaco che occupa tutto il perimetro del fabbricato.
L'ampio fondaco fa presupporre che l'edificio fosse probabilmente una costruzione commerciale della famiglia, utilizzata principalmente come magazzino e deposito di merci in una zona strategica della città, a poche centinaia di metri dalla porta di San Martino e quindi in un punto di alta densità di passaggio.
Inoltre, la vicinanza con la bealera e il Borbore permetteva anche il pratico utilizzo del traffico fluviale.
Nel Seicento l'edificio passò ai Pelletta di Cortazzone che cominciarono l'opera di ammodernamento.
I saloni del piano nobile sono stati affrescati nei primi anni del XIX secolo, con scene a soggetto mitologico.

### Palazzo Roero nei pressi di Porta San Martino
All'angolo tra piazza San Giuseppe e via Grassi esiste un palazzo medievale che il Gabiani ipotizzò unito alla porta attraverso i bastioni della cerchia muraria "dei nobili".
Il palazzo, a pianta quadrangolare, è per la maggior parte ricoperto dall'intonaco, ma presenta ancora un bellissimo cantonale prospiciente la piazza San Giuseppe, un grande portale con ghiera bianco-rossa bicolore e una finestra a tutto sesto, facendo ipotizzare la costruzione del palazzo a metà del XIII secolo.
Si ipotizza che questa possa essere stata la prima casa dei Roero dopo il loro trasferimento dalle case del Rione San Paolo.
Il cantonale posizionato a circa 4 metri dal suolo raffigura al centro un fiore che s'innesta su un ramo da cui nasce una pigna in rilievo. La parte superiore del cantonale presenta una decorazione a dentelli geometrici. Nel lato rivolto a via Grassi è incisa una ruota stilizzata, forse fatta in un secondo tempo, quando la casa diventò di proprietà dei Roero.

## Il destino della Contrada

Via Roero in una fotografia di inizio XX secolo; sulla sinistra il palazzo dei Roero di Monteu

Ancora via Roero in un'immagine di inizio XX secolo; questo è il tratto che va da piazza San Martino a corso Alfieri. Sulla sinistra la Torre De Regibus e, di fronte alla torre, il campanile della chiesa di Sant'Anastasio in corso Alfieri

Lo sfacelo del Comune e l'avvento delle Signorie coincisero con la decadenza delle casane astigiane.
Nel 1369 esisteva ancora un debito di 10000 fiorini del Conte Verde Amedeo VI di Savoia verso Domenico e Guglielmo Roero, a fronte di un'attività casaniera ancora attiva.
Inoltre, durante la dominazione Orléanese, si assistette a una ripresa del gruppo dirigente astigiano. Luigi d'Orleans, assumendo la reggenza della città, anche se da un lato ne diminuì la libertà, dall'altro ne accrebbe la sicurezza e gli agi. Con l'esenzione di alcune tasse e la creazione nel 1397 della società del Molleggio - una sorta di società per azioni ante-litteram votata allo sfruttamento dei mulini presenti lungo il corso del Borbore e del torrente Triversa - fece compartecipare i nobili astigiani, che manterreno in quel periodo un alto tenore economico.
Quasi un secolo dopo, l'accentramento del potere di aggregati territoriali più vasti comportò un decadimento urbanistico, oltre che economico, della città.
Con l'avvento della dominazione savoiarda, avvenne la chiusura di tutte le zecche periferiche del regno. Anche quella di Asti fu definitivamente chiusa verso il 1590 dal duca Carlo Emanuele I di Savoia.
Nel periodo tra la guerra dei cent'anni e il dominio di Emanuele Filiberto, inframmezzato da continui saccheggi e dominazioni straniere, la città ebbe un lungo periodo di recessione.
Così il declino politico coincise con quello economico: le grandi famiglie astigiane, tra cui i Roero, con la nascita nel 1575 del Monte di Pietà, tornarono alla loro primaria attività di proprietari terrieri, ridimensionando le loro ricchezze e il loro potere politico.
Molte "domus" andarono in decadenza o per esaurimento della linea signorile o perché i personaggi di spicco cittadino acquistarono grandi palazzi di rappresentanza nella capitale sabauda e lì si trasferirono, per fare vita di corte come diplomatici, ufficiali o dignitari ecclesiastici. Lasciarono la gestione della città d'origine ai rami cadetti o a nuove famiglie.
La contrada, dopo il dominio napoleonico, perse molti dei suoi privilegi, tra cui quello del divieto dei trasporti funebri e del passaggio dei prigionieri per raggiungere le carceri.
Via San Martino, la parallela posteriore di via Roero che, partendo dalla chiesa omonima, scendeva costeggiando il Palazzo e la torre dei Roero di Cortanze per arrivare in piazza San Giuseppe, era ricordata come via della "lesa" (perché essendo in discesa i ragazzini la utilizzavano per "scivolare" durante i mesi invernali quando era coperta di neve) o via dei "morti" (per i funerali che salivano al cimitero parrocchiale di San Martino nel XVIII secolo).
Molti edifici vennero abbandonati all'inizio del XX secolo.
Negli anni cinquanta e sessanta, alcuni divennero proprietà comunale o demaniale come parte del Palazzo Roero e Tomatis di Chiusavecchia ora sede della scuola media Gatti.
Altri sono tuttora in via di restauro o consolidamento come il Palazzo dei Roero di Settime e di Mombarone, in un progetto più ampio di riassetto urbano del centro storico della città.

## Galleria d'immagini

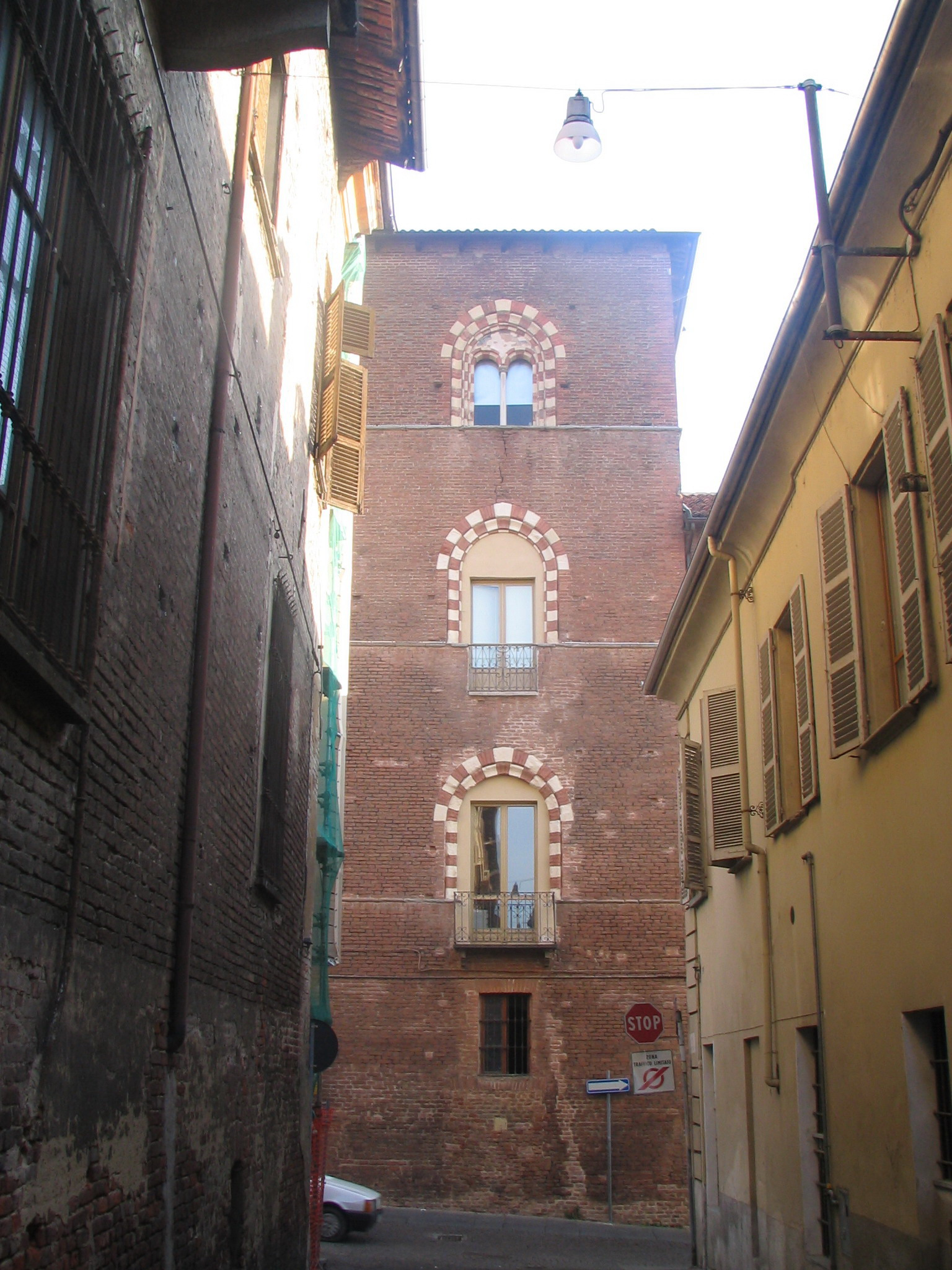
Torre dei Roero di Monteu, lato ovest
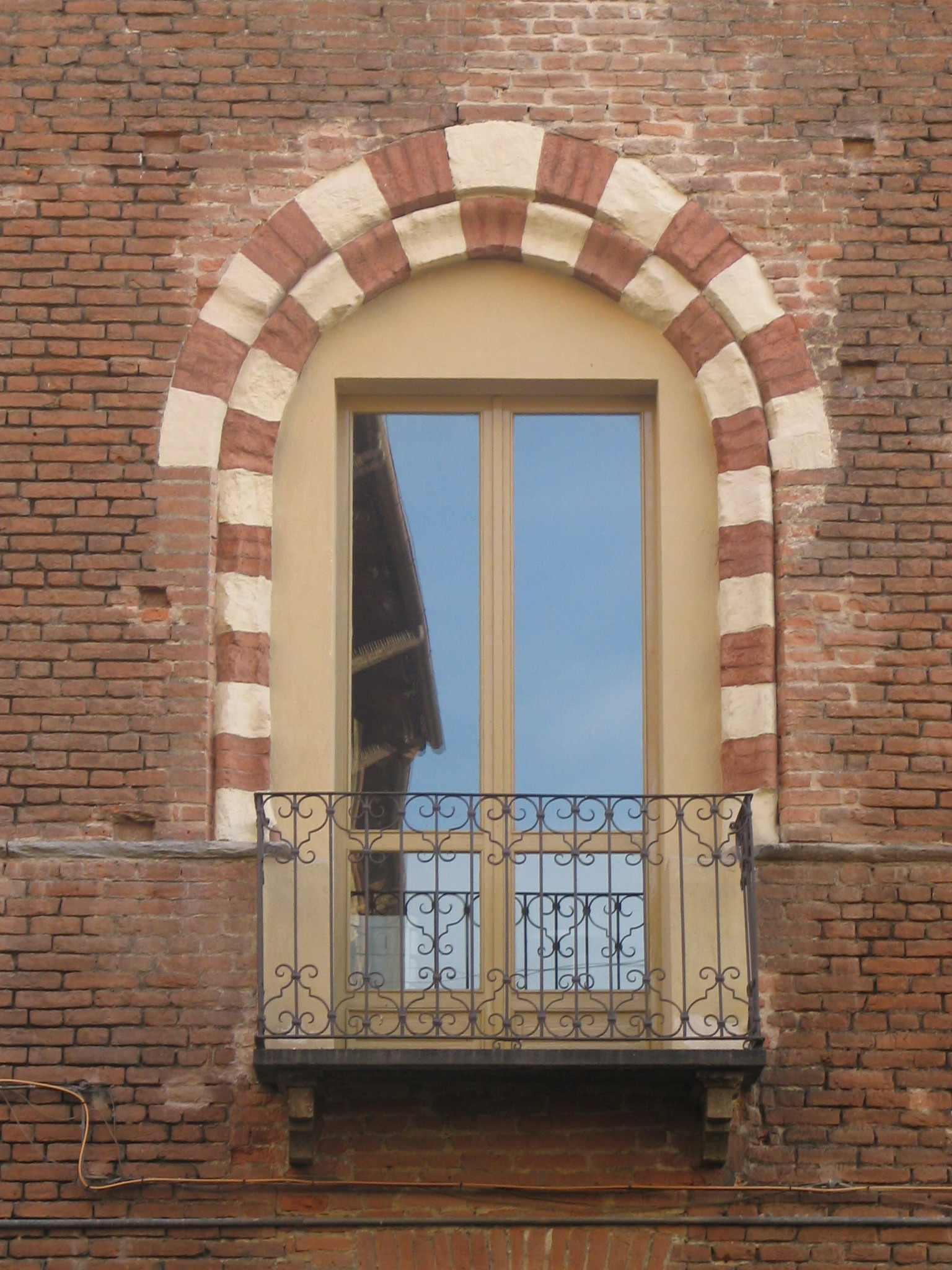
Torre dei Roero di Monteu, finestra lato ovest
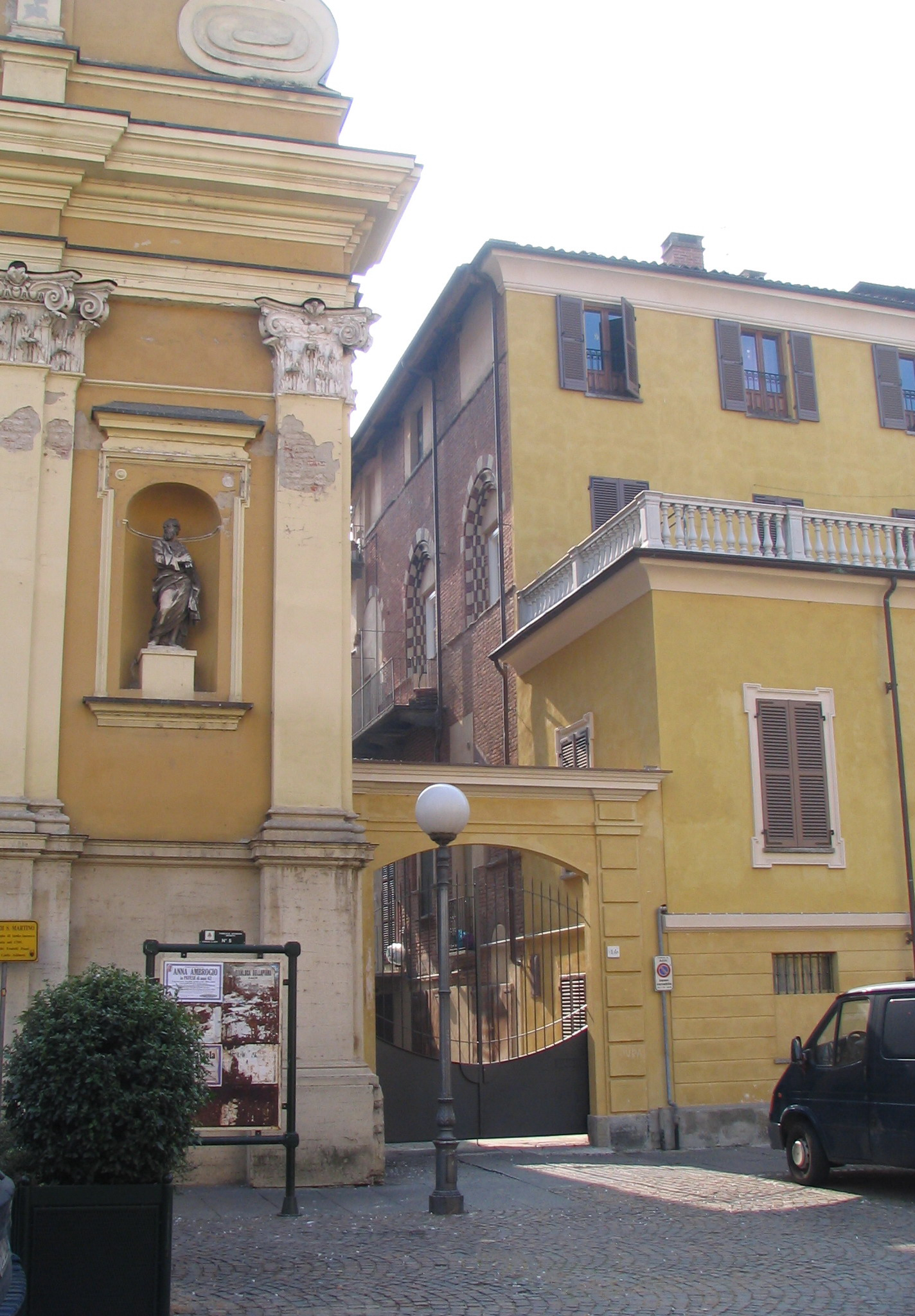
Palazzo Roero di Monteu, è visibile il vicolo dove un tempo si apriva la piazzetta della chiesa di San Martino
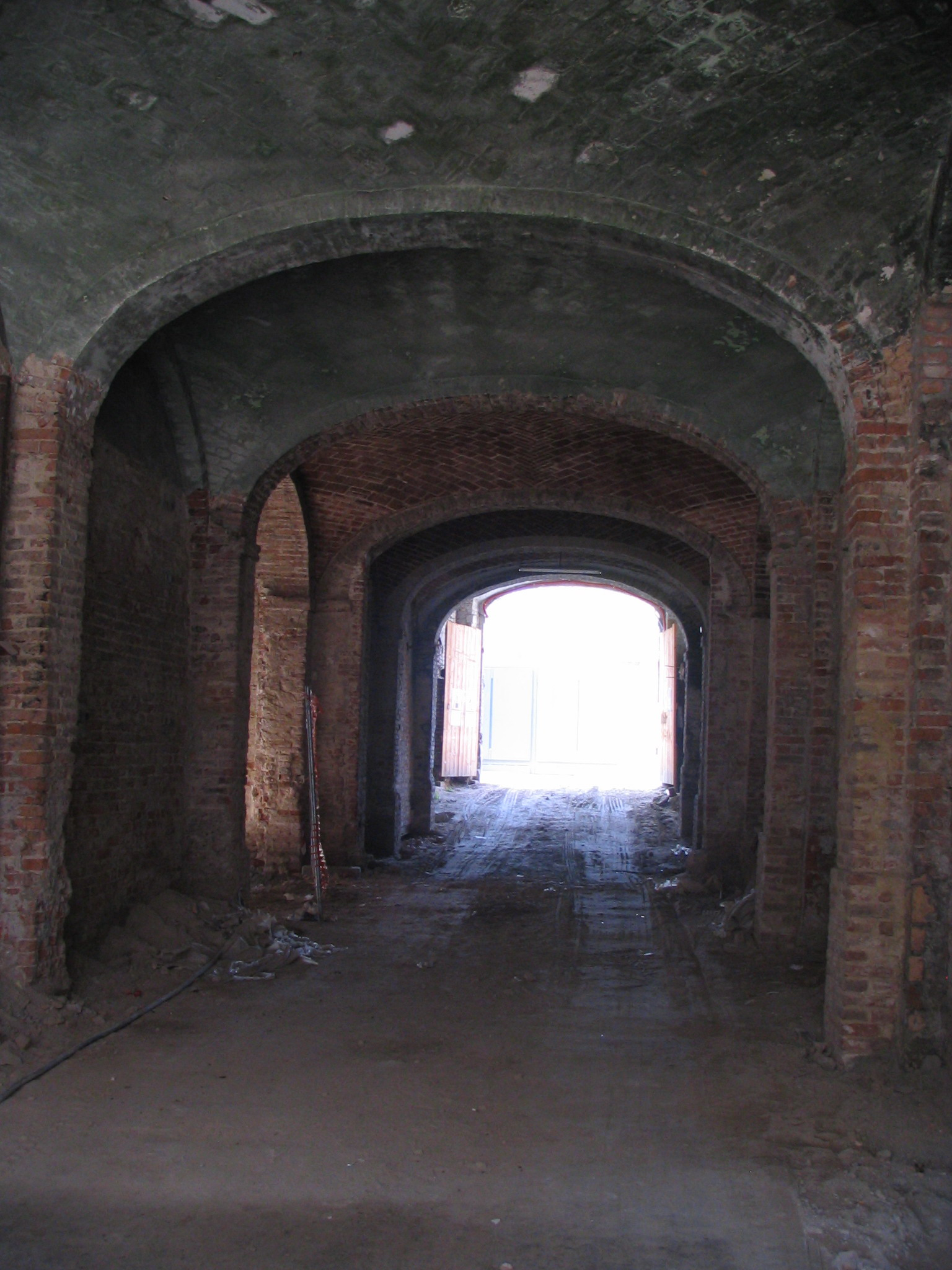
Palazzo dei Roero di Settime e di Mombarone, entrata posteriore (via Asinari)
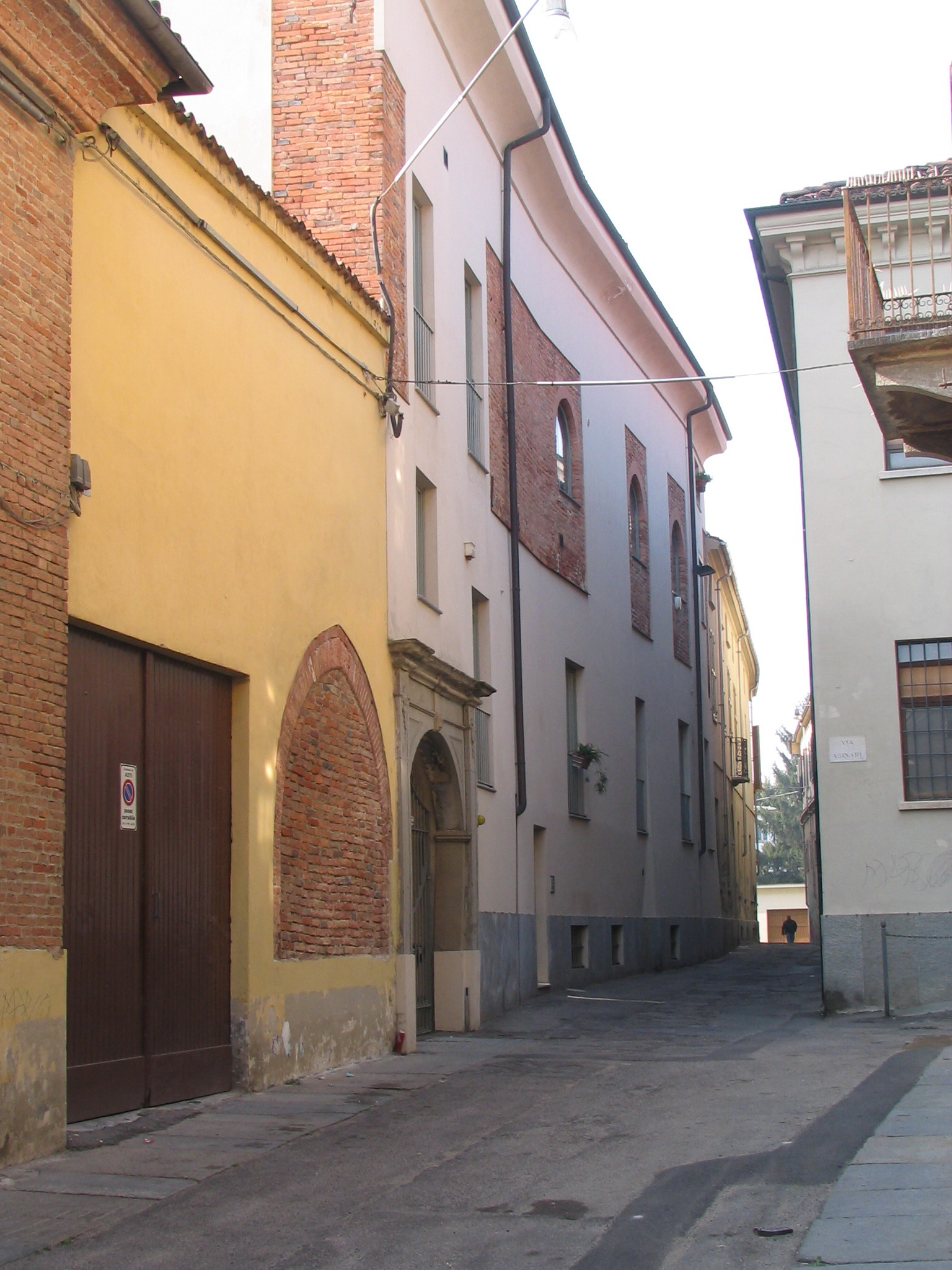
Palazzo Roero poi Musso Isnardi, lato via Malabayla
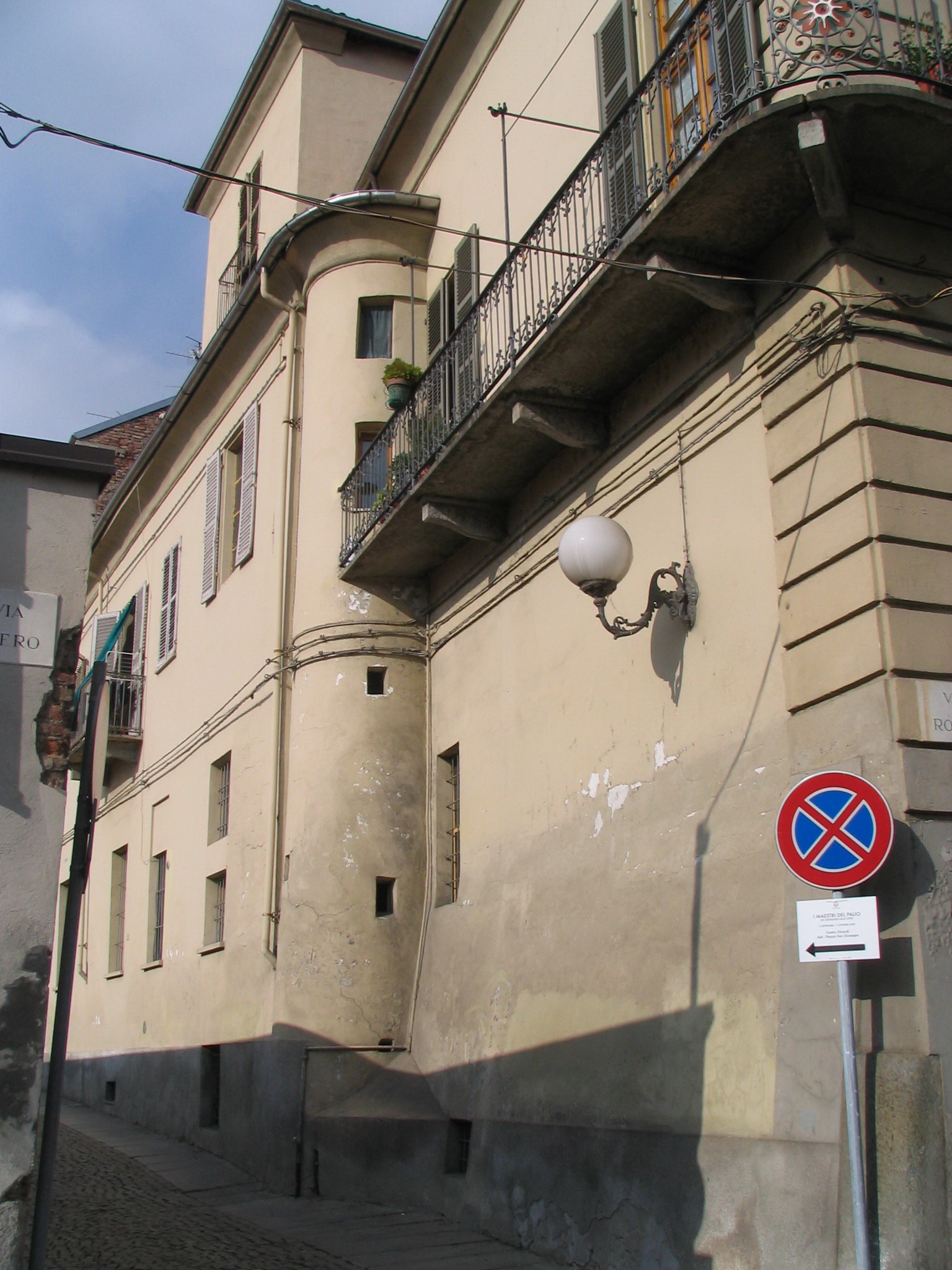
Palazzo Roero poi Musso Isnardi, angolo con resti della torre angolare
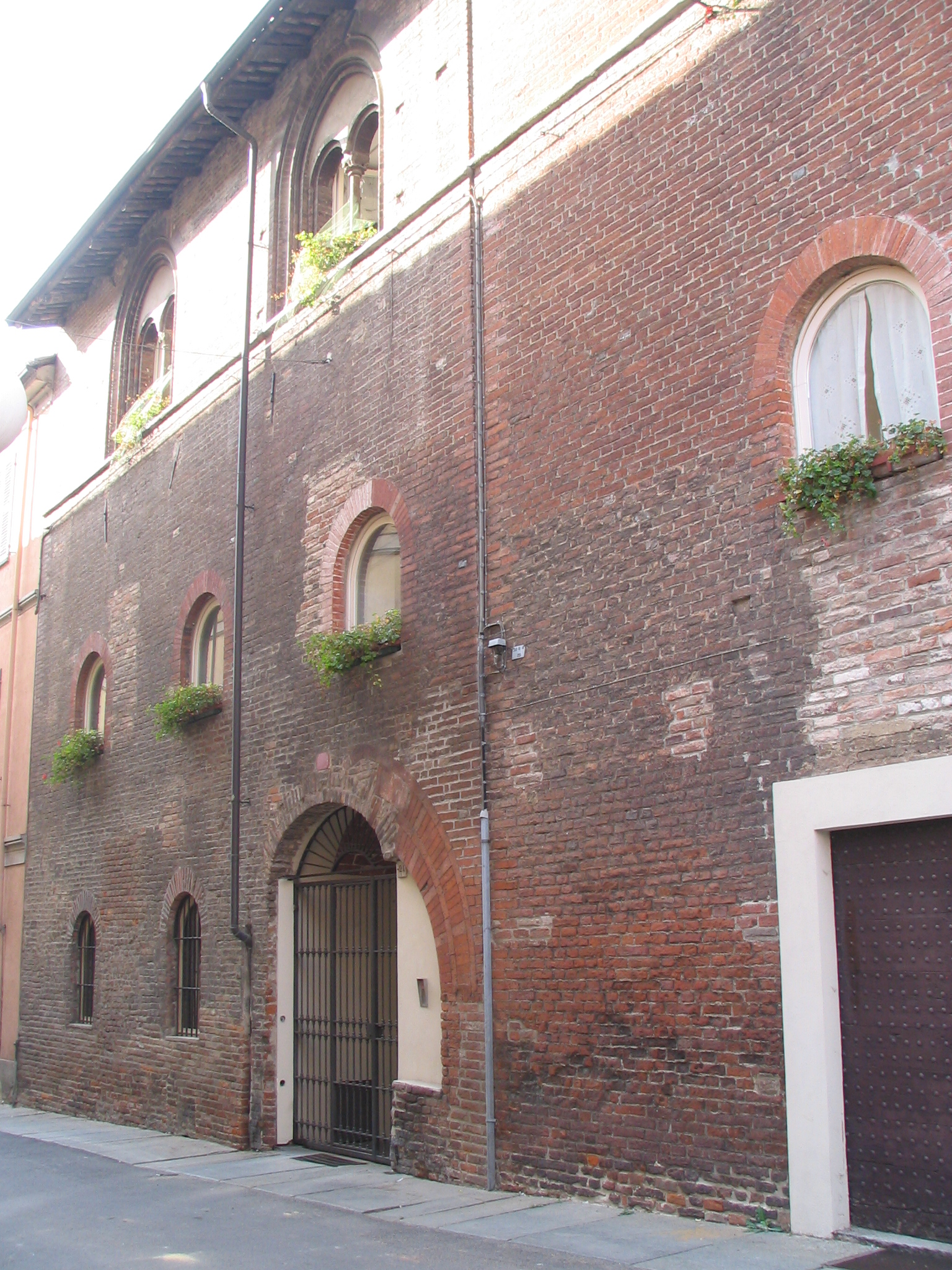
Torre e casa Roero di Cortanze in via Q.Sella, facciata
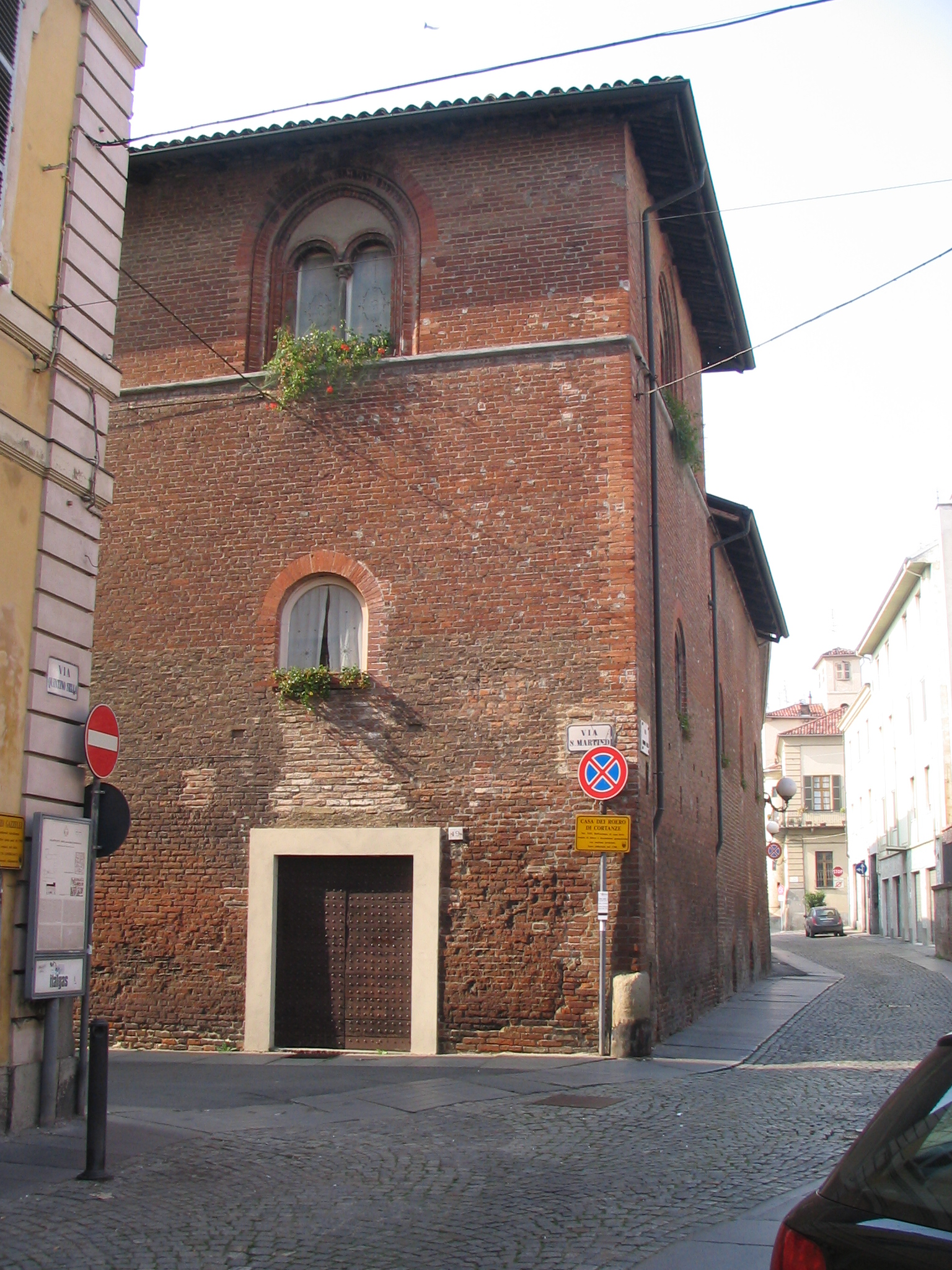
Torre e casa Roero di Cortanze in via Q.Sella
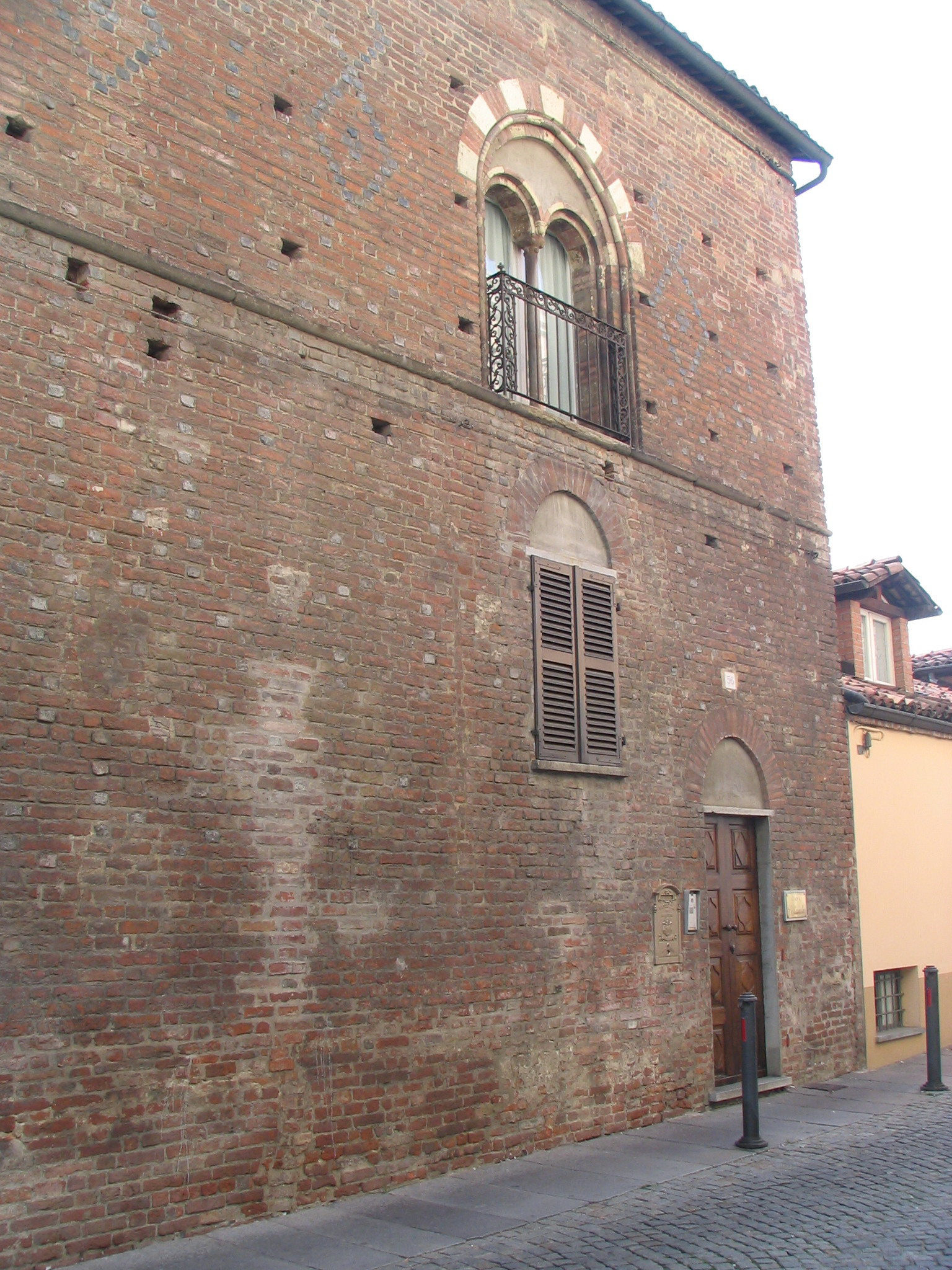
Casa Roero di Cortanze in via Q.Sella angolo via san Martino
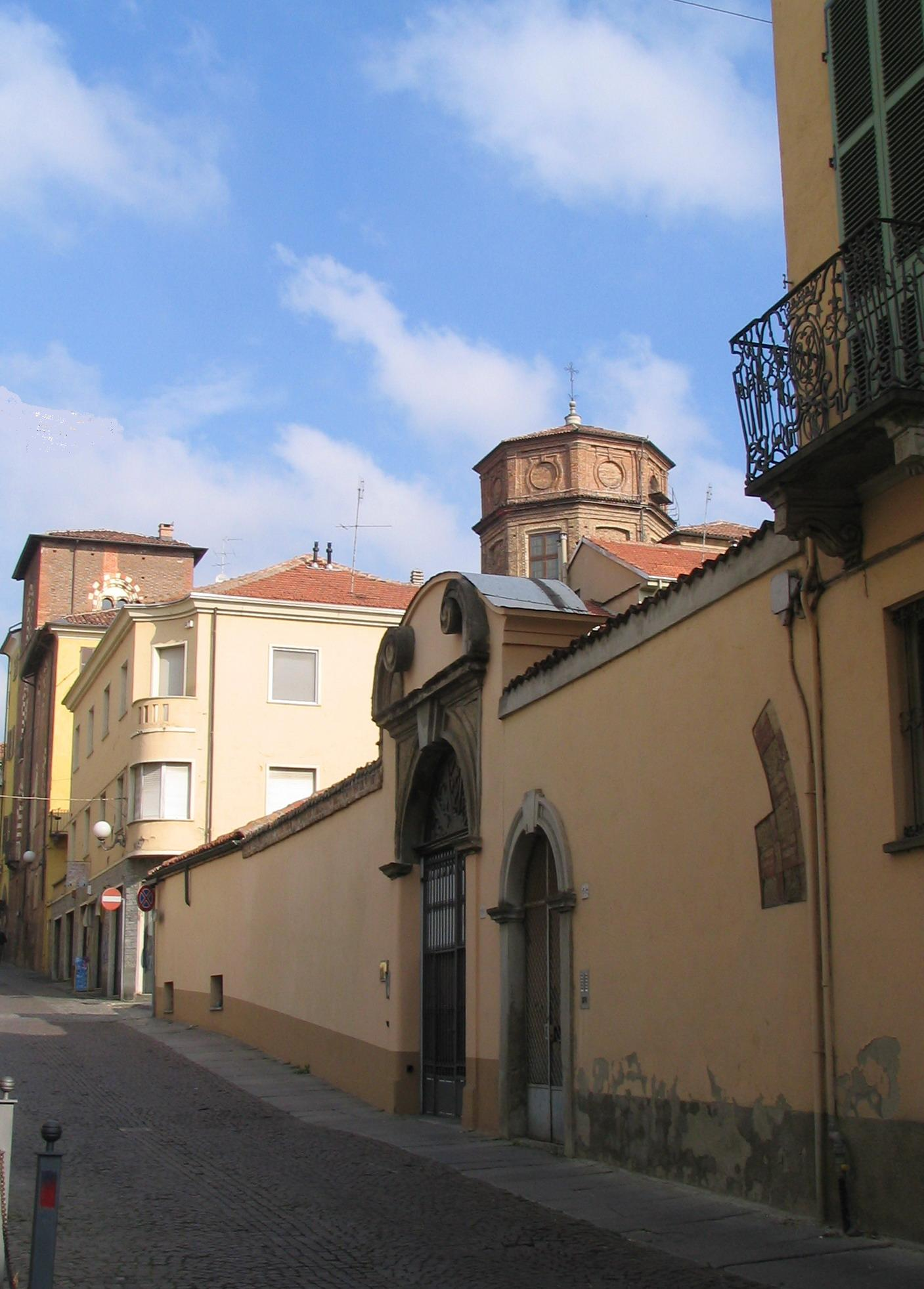
Casa dei Roero di Calosso e di Cortanze, in via Roero angolo via Q.Sella, a destra la cupola della chiesa di San Martino, a sinistra la Torre dei Monteu
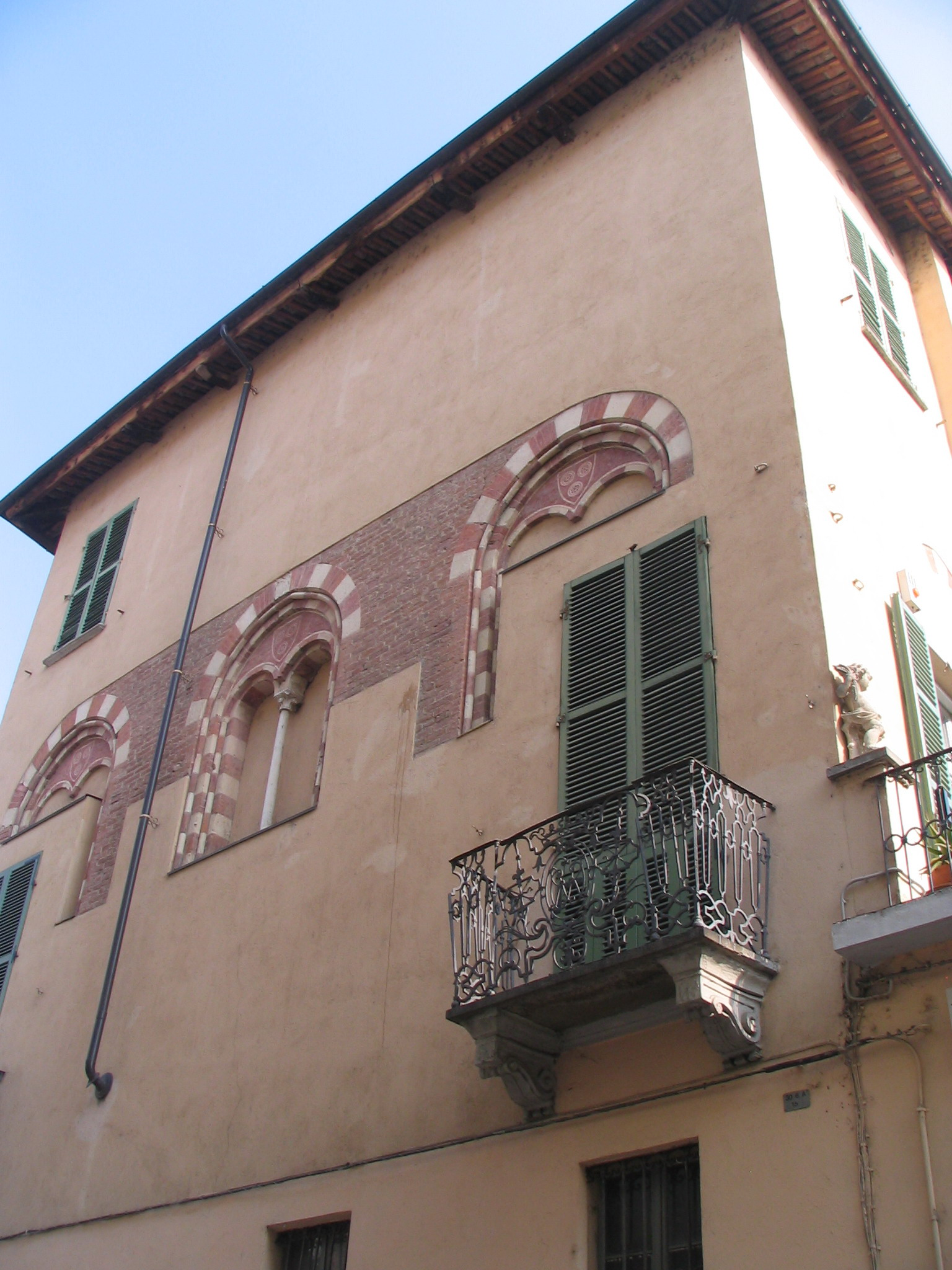
Palazzo e torre Roero di Monticello e di Piea
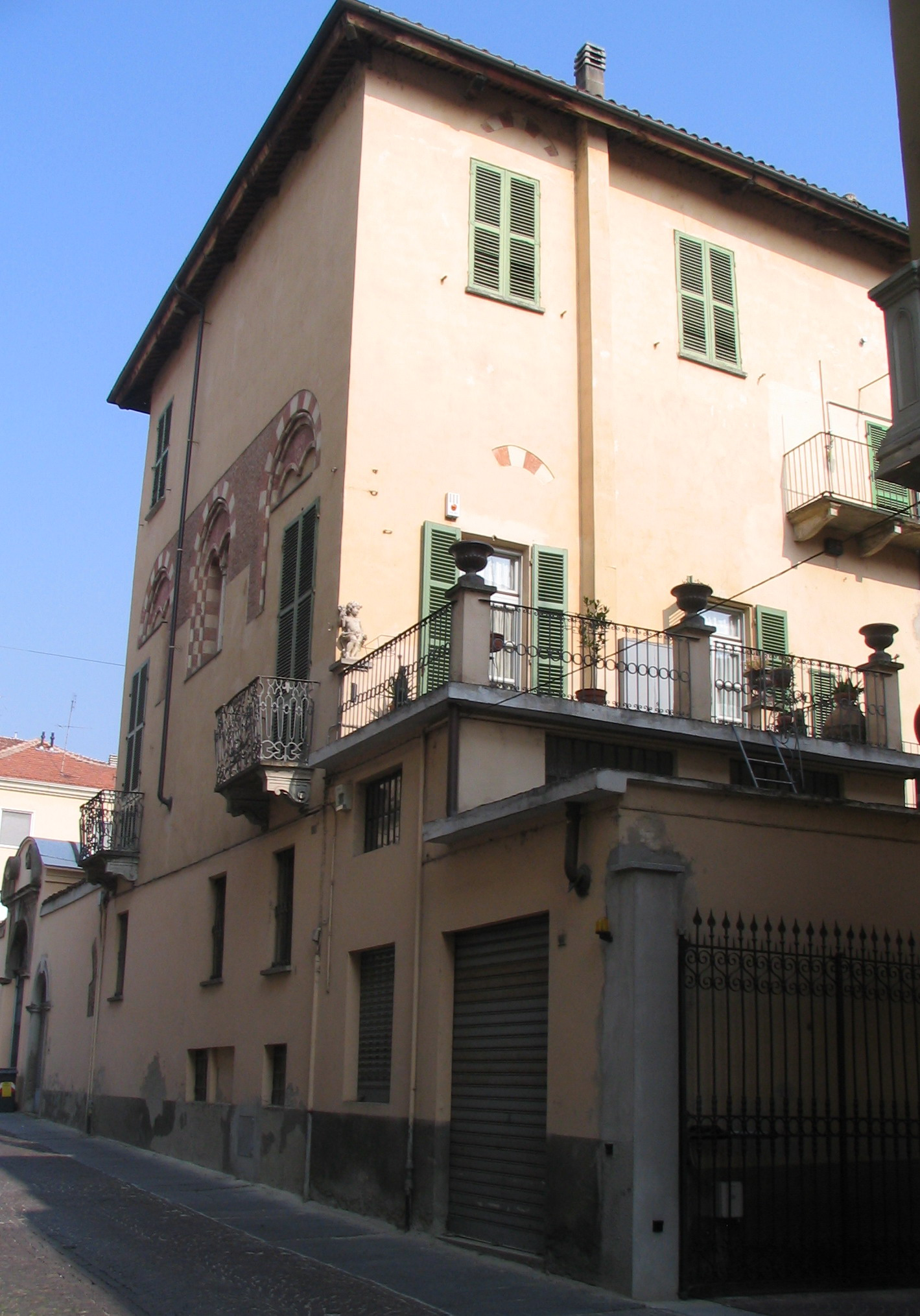
Palazzo e torre Roero di Monticello e di Piea
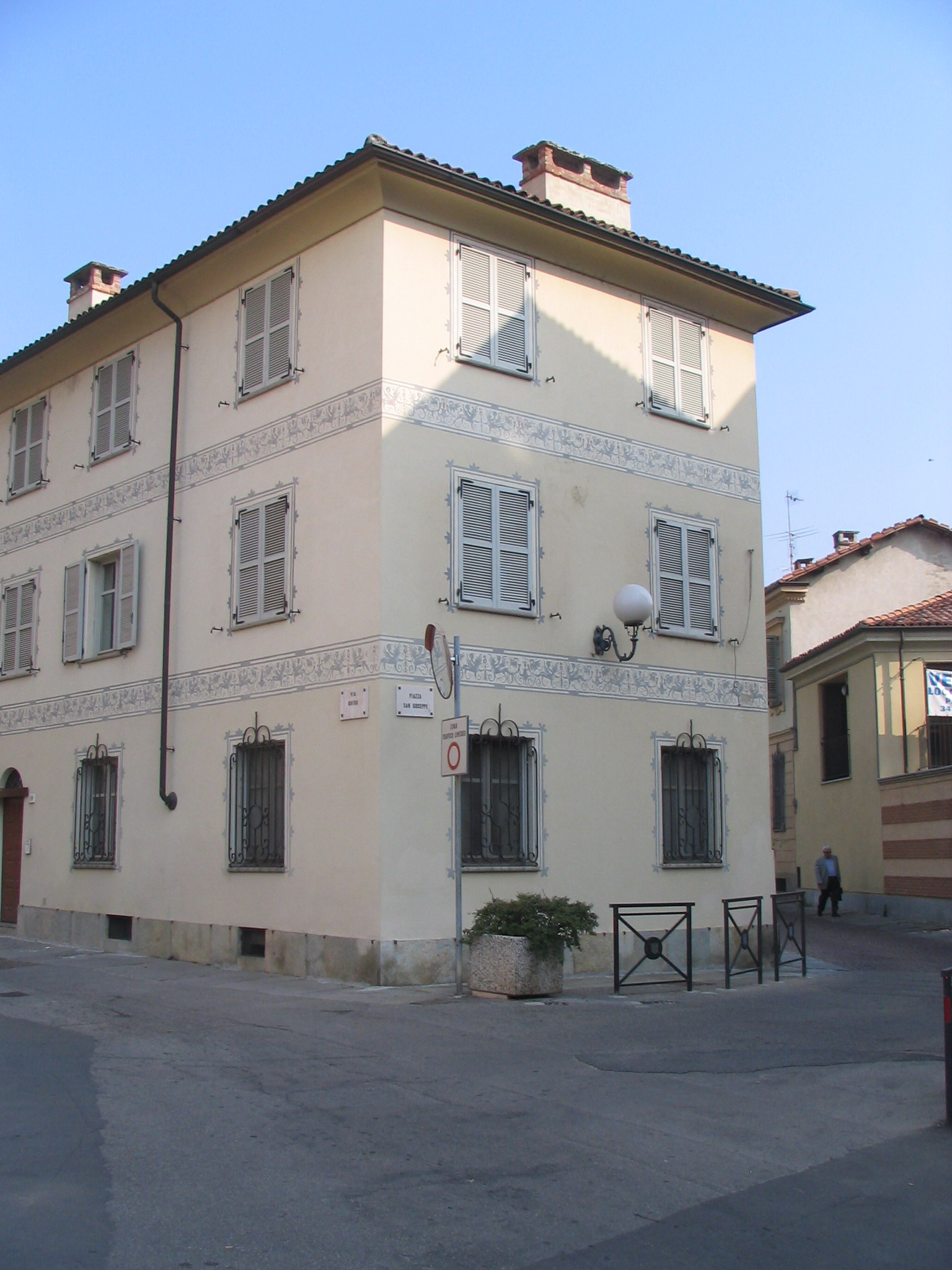
Casa Roero, via Roero angolo via San Martino
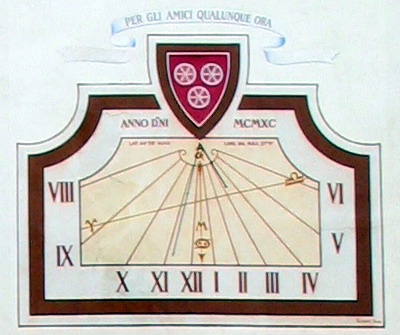
Casa Roero in via san Martino, part. meridiana con stemma dei Roero
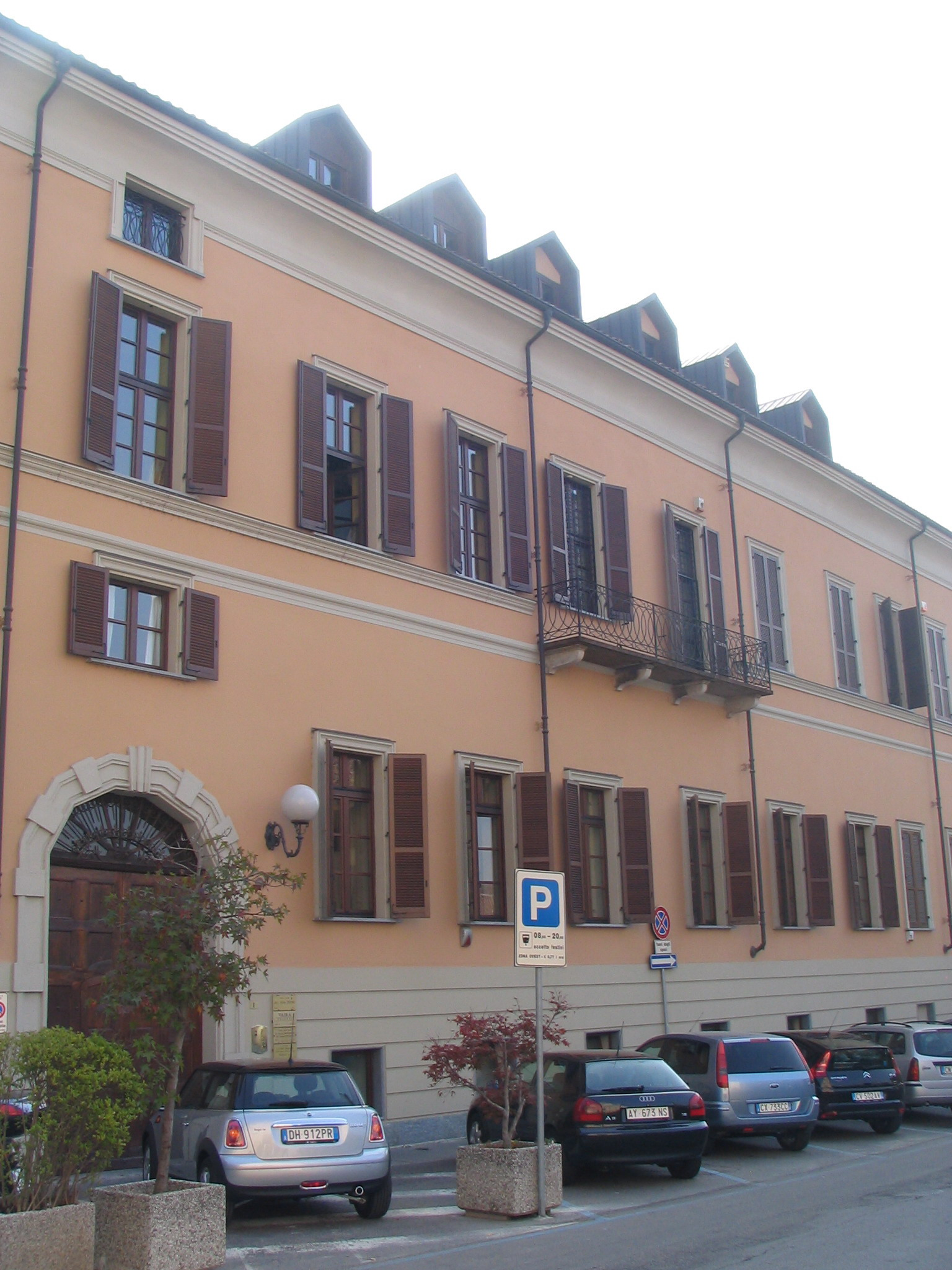
Palazzo Roero poi dei Pelletta di Cortazzone
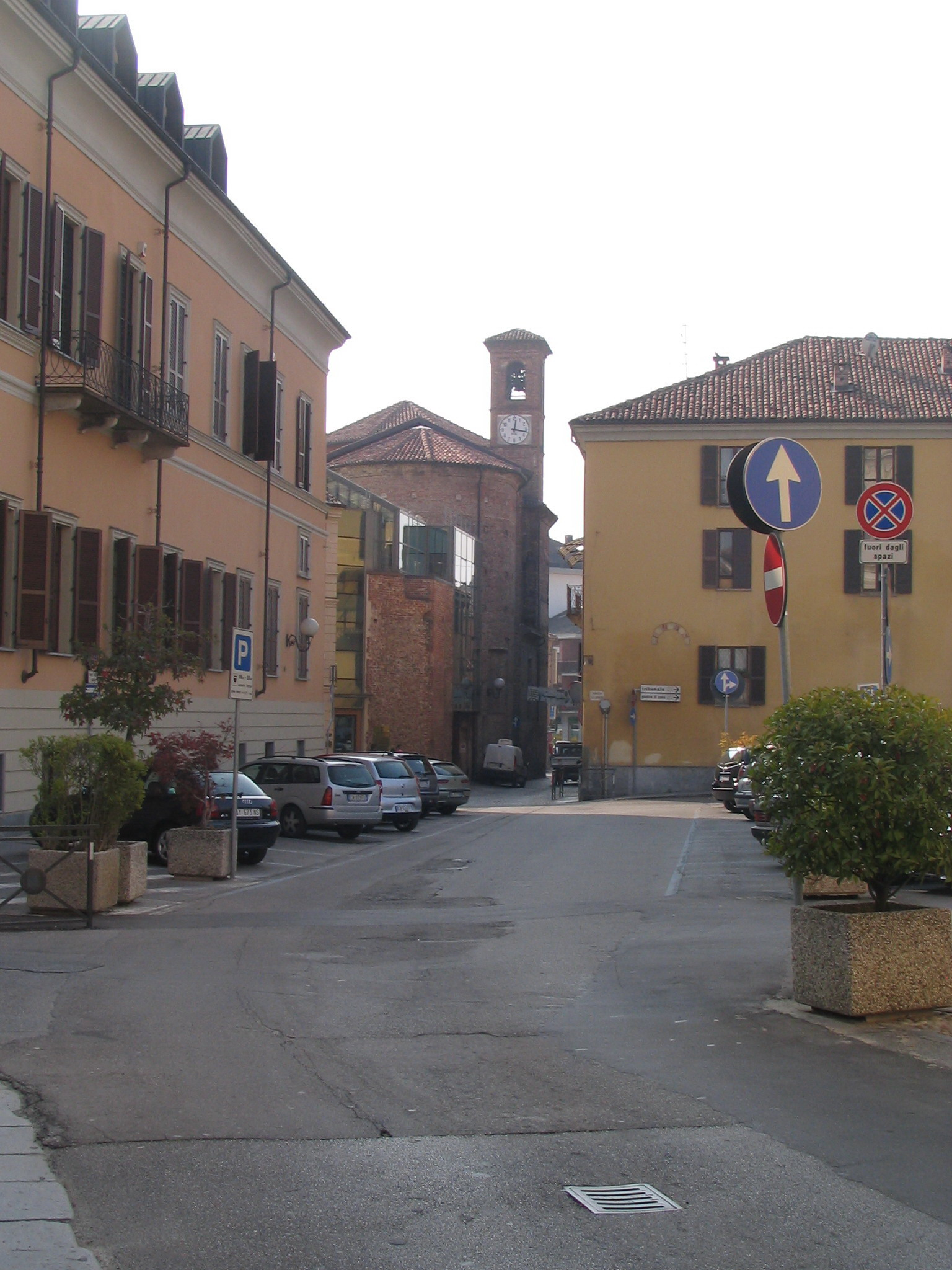
Piazza san Giuseppe, a sinistra il palazzo Roero poi Pelletta di Cortazzone, in fondo, i resti di porta San Martino, a destra la casa Roero di via Grassi
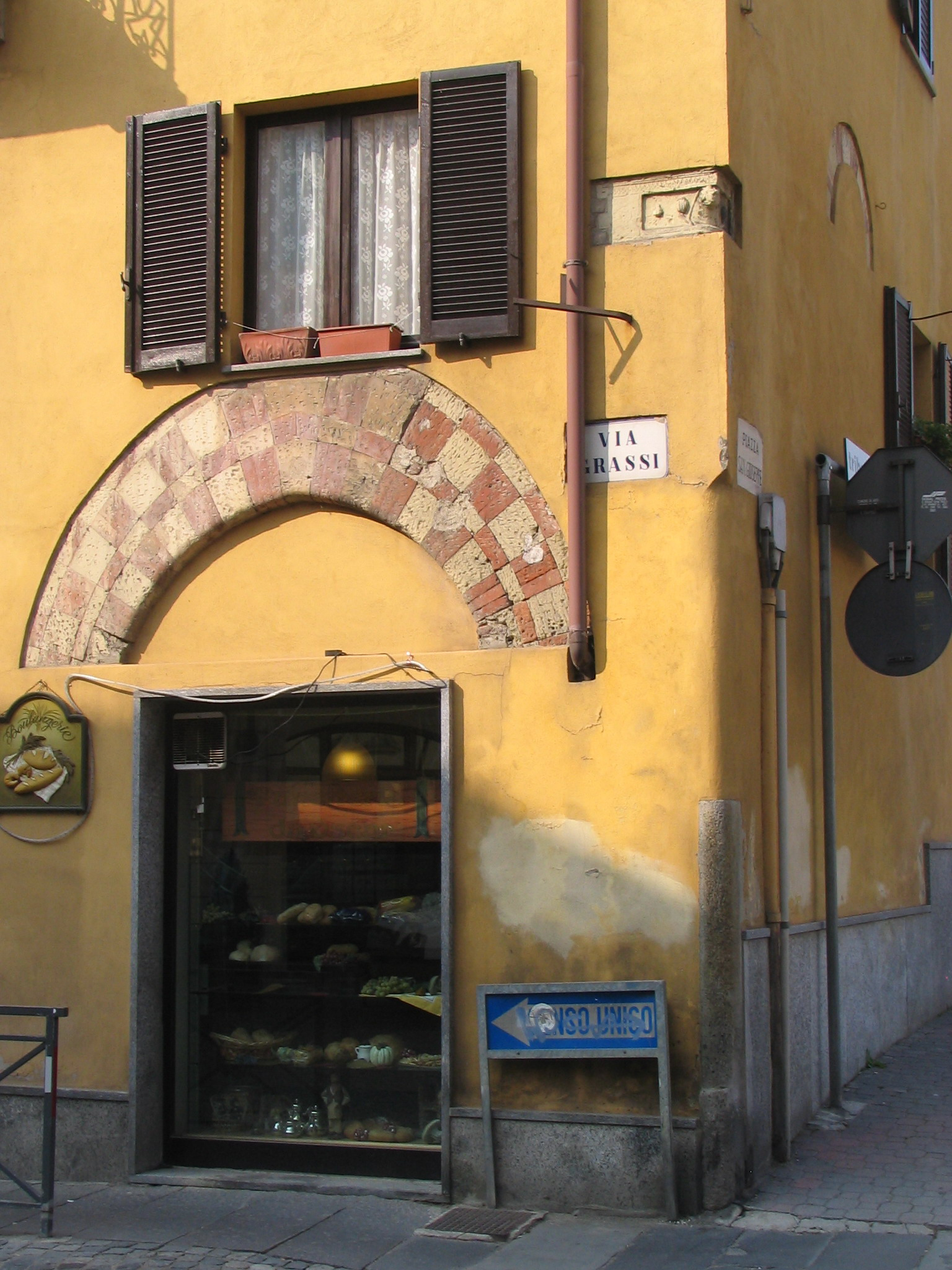
Casa Roero in via Grassi
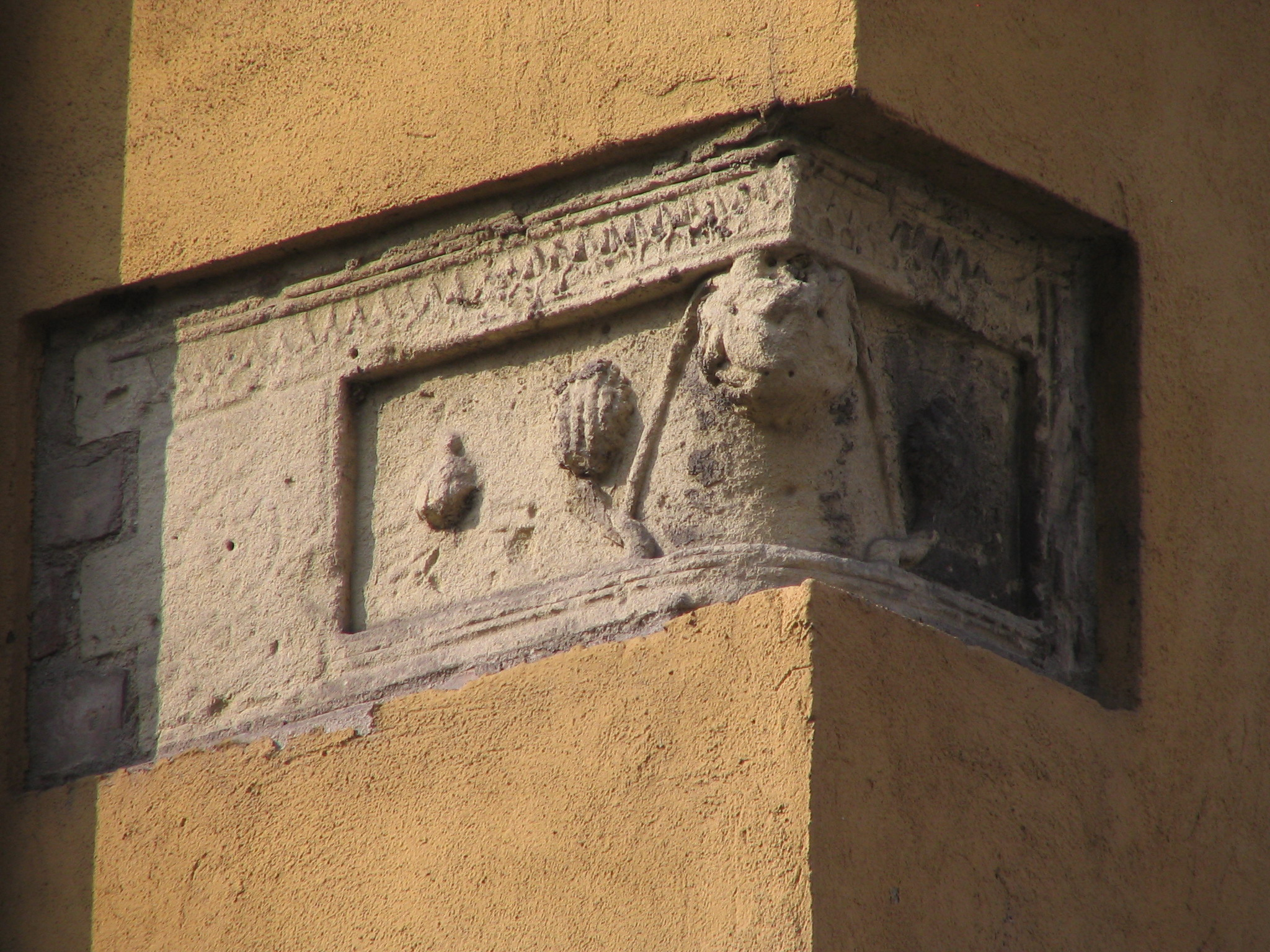
Casa Roero in via Grassi, part. dell'angolare